# Шушарино
Шушарино — деревня в Городецком районе Нижегородской области. Входит в состав Федуринского сельсовета.

## Население
| 2002 | 2010 |
| ---- | ---- |
| 0    | →0   |